# Lijst van LEADER-gebieden in Nederland

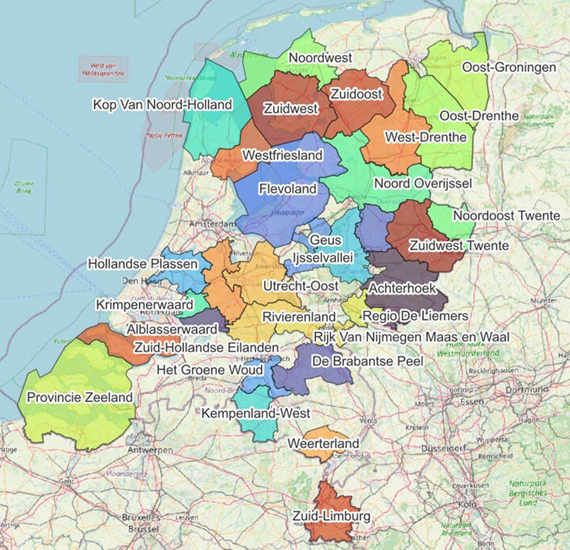
Kaart met namen van LEADER-gebieden in Nederland (2025)

LEADER-gebieden in Nederland zijn plattelandsregio’s waar gewerkt wordt met de  Europese LEADER-werkwijze en subsidieprogramma. Voor de periode 2023–2027 zijn er in Nederland 31 gebieden aangewezen. Hieronder volgt een overzicht per provincie, met de deelnemende gemeenten:

## Friesland
- Noordoost-Friesland – gemeenten Achtkarspelen, Dantumadiel, Noardeast-Fryslân (fusiegemeente van Dongeradeel, Ferwerderadiel en Kollumerland), Tytsjerksteradiel
- Zuidoost-Friesland – gemeenten Opsterland, Weststellingwerf, Ooststellingwerf, Heerenveen, Smallingerland
- Zuidwest-Friesland – gemeenten Súdwest-Fryslân, De Fryske Marren

## Groningen
- Oost-Groningen – landelijke regio Oost-Groningen

## Drenthe
- Oost-Drenthe – gemeenten Aa en Hunze, Borger-Odoorn, Coevorden, Emmen
- Zuidwest-Drenthe – gemeenten Meppel, De Wolden, Westerveld, Hoogeveen, Midden-Drenthe

## Overijssel
- Noord-Overijssel – gemeenten Steenwijkerland, Zwartewaterland, Staphorst, Dalfsen, Hardenberg, Ommen, Zwolle, Kampen (stedelijke kernen uitgezonderd)
- Noordoost Twente – gemeenten Tubbergen, Dinkelland, Oldenzaal, Losser
- Zuidwest Twente – landelijke gebieden van Almelo, Borne, Enschede, Haaksbergen, Hellendoorn, Hengelo, Hof van Twente, Rijssen-Holten, Twenterand, Wierden
- Salland – regio Salland (zonder stedelijke kernen)

## Flevoland
- Flevoland – gehele provincie Flevoland

## Noord-Holland
- Kop van Noord-Holland – gemeenten Texel, Schagen, Hollands Kroon, Den Helder
- West-Friesland – gemeenten Drechterland, Enkhuizen, Hoorn (gedeeltelijk), Koggenland, Medemblik, Opmeer, Stede Broec

## Zuid-Holland
- Hollandse Plassen (voorheen Holland Rijnland)
- Krimpenerwaard – gemeente Krimpenerwaard
- Alblasserwaard – regio Alblasserwaard
- Zuid-Hollandse Eilanden – gemeenten Goeree-Overflakkee, Voorne aan Zee (Voorne-Putten), Hoeksche Waard

## Utrecht
- Utrecht-Oost – regio’s zoals de Kromme Rijnstreek, Heuvelrug en Gelderse Vallei
- Weidse Veenweiden – gebied in het westen van Utrecht bestaande uit het landelijk gebied van de gemeenten Woerden, Lopik, Montfoort, Oudewater, IJsselstein, Nieuwegein, Stichtse Vecht, De Ronde Venen, Vijfheerenlanden en Utrecht.

## Gelderland
- Achterhoek – gemeenten Aalten, Berkelland, Bronckhorst, Doetinchem (exclusief kern), Lochem, Oost Gelre, Oude IJsselstreek, Winterswijk
- De Liemers – gemeenten Doesburg, Duiven, Montferland, Westervoort, Zevenaar
- Rijk van Nijmegen Maas & Waal – regio rond Nijmegen, Druten, West Maas en Waal
- GEUS – gebied rond de dorpen Garderen (gemeente Barneveld), Elspeet (gemeente Nunspeet), Uddel (gemeente Apeldoorn) en Speuld (gemeente Ermelo).
- Rivierenland – gemeenten Buren, Culemborg, Maasdriel, Neder-Betuwe, Tiel, West Betuwe, Zaltbommel
- IJsselvallei – het landelijk gebied van de gemeenten Heerde, Epe, Voorst, Brummen en Apeldoorn (landelijk gebied aan oostkant van Apeldoorn)

## Zeeland
- Zeeland – gehele provincie Zeeland

## Noord-Brabant
- Het Groene Woud – regio tussen Eindhoven, Tilburg en ’s-Hertogenbosch
- Kempenland-West – regio in het westen van de Kempen
- De Brabantse Peel – o.a. Grenscorridor N69: gemeenten Waalre, Valkenswaard, Bergeijk, Eersel, Veldhoven

## Limburg
- Zuid-Limburg – regio Zuid-Limburg
- Weerterland – regio rond Weert